# Asystel Volley 2010-2011
Questa voce raccoglie le informazioni riguardanti l'Asystel Volley nelle competizioni ufficiali della stagione 2010-2011.

## Stagione

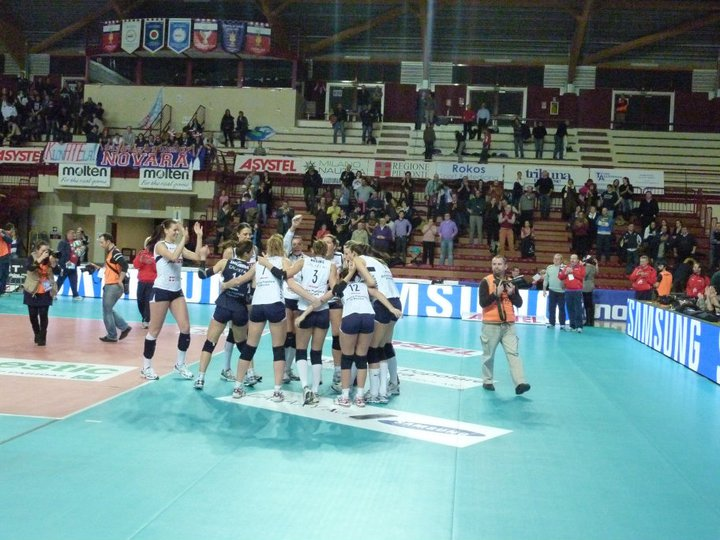
L'Asystel Volley festeggia la vittoria di una partita

La stagione 2010-11 è per l'Asystel Volley l'ottava consecutiva in Serie A1; diversi movimenti in ambito societario portano ad importanti cambiamenti nella squadra: in un primo momento il presidente Antonio Caserta sembra essere intenzionato a lasciare la guida del club; tornato poi sui suoi passi, attua però una profonda rivoluzione: in panchina viene chiamato Giovanni Caprara, mentre la campagna acquisti punta decisamente sulla linea giovane, mantenendo nella rosa solo poche giocatrici, come Cristina Barcellini, che diventa capitano, Letizia Camera e Carolina Zardo, che avevano disputato la stagione precedente. Tra gli arrivi: l'ungherese Dóra Horváth, l'opposto croato Katarina Barun, le serbe Stefana Veljković e Ivana Nešović e le italiane Stefania Sansonna e Raphaela Folie.
Il campionato si apre con una sola vittoria nelle prime cinque giornate: poi una serie di otto successi consecutivi, interrotti solo da una sconfitta contro il Volley Bergamo, proiettano la squadra nelle zone alte della classifica. Al termine del girone d'andata il club novarese si posiziona al quinto posto, mentre al termine di quello di ritorno, complice anche qualche sconfitta in più, scende al sesto posto, risultato comunque utile per qualificarsi ai play-off scudetto. Nei quarti di finale incontra le campionesse d'Italia uscenti del Robursport Volley Pesaro: la formazione piemontese riesce ad aggiudicarsi due delle tre gare disputate, ottenendo il passaggio del turno; nella semifinali la sfida è contro il Volley Bergamo, il quale elimina in quattro gare l'Asystel Volley.
La vittoria di due tornei di preparazione nel corso dell'estate, ha permesso all'Asystel di Novara di qualificarsi per la Coppa Italia 2010-11 anticipatamente, senza aspettare l'esito del girone d'andata del campionato; nei quarti di finale incontra il Volley Bergamo: dopo aver vinto la gara d'andata per 3-0, perde quella di ritorno per 3-1, consegnando la qualificazione alla squadra orobica per il miglior quoziente set.

## Organigramma societario
Area direttiva
- Presidente: Antonio Caserta

Area tecnica
- Allenatore: Giovanni Caprara
- Allenatore in seconda: Cristiano Camardese

Area comunicazione
- Ufficio stampa: Laura Venturini

Area sanitaria
- Medico: Paola Nanotti
- Preparatore atletico: Alessandro Orlando
- Fisioterapista: Sara Benecchi

## Rosa
| N° | Nome                | Ruolo | Data di nascita  | Nazionalità sportiva |
| -- | ------------------- | ----- | ---------------- | -------------------- |
| 1  | Lauren Paolini      | C     | 22 agosto 1987   | Stati Uniti          |
| 3  | Marta Bechis        | P     | 4 settembre 1989 | Italia               |
| 6  | Katarina Barun      | S/O   | 1º dicembre 1983 | Croazia              |
| 7  | Cristina Barcellini | S     | 20 novembre 1986 | Italia               |
| 8  | Ivana Nešović       | S/O   | 23 luglio 1988   | Serbia               |
| 9  | Stefana Veljković   | C     | 9 gennaio 1990   | Serbia               |
| 10 | Carolina Zardo      | L     | 16 novembre 1992 | Italia               |
| 11 | Stefania Sansonna   | L     | 1º novembre 1982 | Italia               |
| 12 | Letizia Camera      | P     | 1º ottobre 1992  | Italia               |
| 13 | Gilda Lombardo      | S     | 2 luglio 1989    | Italia               |
| 17 | Raphaela Folie      | C     | 7 marzo 1991     | Italia               |
| 18 | Dóra Horváth        | S     | 4 marzo 1988     | Ungheria             |

## Mercato
| Acquisti | Acquisti          | Acquisti            | Acquisti      |
| R.       | Nome              | da                  | Modalità      |
| -------- | ----------------- | ------------------- | ------------- |
| S/O      | Katarina Barun    | Tomis Constanța     | definitivo    |
| P        | Marta Bechis      | Robur Tiboni Urbino | fine prestito |
| C        | Raphaela Folie    | Trentino Rosa       | definitivo    |
| S        | Dóra Horváth      | Villanterio         | definitivo    |
| S        | Gilda Lombardo    | Volta               | fine prestito |
| S/O      | Ivana Nešović     | Stella Rossa        | definitivo    |
| C        | Lauren Paolini    | Stati Uniti         | definitivo    |
| L        | Stefania Sansonna | Castellana Grotte   | definitivo    |
| C        | Stefana Veljković | Stella Rossa        | definitivo    |

| Cessioni | Cessioni            | Cessioni            | Cessioni   |
| R.       | Nome                | a                   | Modalità   |
| -------- | ------------------- | ------------------- | ---------- |
| C        | Jenny Barazza       | -                   | ritirato   |
| S/O      | Manon Flier         | Robursport Pesaro   | definitivo |
| P        | Irina Kirillova     | -                   | ritirato   |
| S/O      | Margareta Kozuch    | Zareč'e Odincovo    | definitivo |
| C        | Chiara Lapi         | Robur Tiboni Urbino | definitivo |
| C        | Paola Paggi         | Universal Modena    | definitivo |
| S/O      | Anna Podolec        | BKS                 | definitivo |
| S        | Valeria Rosso       | -                   | ritirato   |
| S        | Chiara Scarabelli   | River               | definitivo |
| L        | Immacolata Sirressi | Castellana Grotte   | definitivo |
| S        | Logan Tom           | Guangdong Hengda    | definitivo |
| C        | Tiziana Veglia      | Alfieri Cagliari    | definitivo |

## Risultati

### Serie A1

#### Girone di andata
| 1ª giornata - 28 novembre 2010 Sporting Palace, Novara   | Asystel             | 2 - 3 | River             | 22-25, 25-22, 25-11, 21-25, 8-15  |
| 2ª giornata - 4 dicembre 2010 PalaMondolce, Urbino       | Robur Tiboni Urbino | 3 - 2 | Asystel           | 22-25, 21-25, 25-20, 25-17, 15-10 |
| 3ª giornata - 12 dicembre 2010 PalaRavizza, Pavia        | Pavia               | 1 - 3 | Asystel           | 25-19, 24-26, 24-26, 20-25        |
| 4ª giornata - 19 dicembre 2010 Sporting Palace, Novara   | Asystel             | 1 - 3 | Villa Cortese     | 32-30, 20-25, 19-25, 22-25        |
| 5ª giornata - 26 dicembre 2010 Zoppas Arena, Conegliano  | Spes Conegliano     | 3 - 1 | Asystel           | 25-20, 25-22, 12-25, 25-20        |
| 6ª giornata - 9 gennaio 2011 Sporting Palace, Novara     | Asystel             | 3 - 0 | Robursport Pesaro | 25-20, 25-17, 25-22               |
| 7ª giornata - 15 gennaio 2011 PalaYamamay, Busto Arsizio | Busto Arsizio       | 0 - 3 | Asystel           | 22-25, 11-25, 28-30               |
| 8ª giornata - 23 gennaio 2011 Sporting Palace, Novara    | Asystel             | 3 - 0 | Sirio Perugia     | 25-20, 25-18, 25-19               |
| 9ª giornata - 30 gennaio 2011 PalaNorda, Bergamo         | Bergamo             | 3 - 0 | Asystel           | 25-23, 25-21, 25-17               |
| 10ª giornata - 5 febbraio 2011 Sporting Palace, Novara   | Asystel             | 3 - 1 | Castellana Grotte | 25-20, 25-21, 23-25, 27-25        |
| 11ª giornata - 13 febbraio 2011 PalaPanini, Modena       | Universal Modena    | 1 - 3 | Asystel           | 23-25, 17-25, 25-21, 23-25        |

#### Girone di ritorno
| 12ª giornata - 20 febbraio 2011 PalaFranzanti, Piacenza     | River             | 0 - 3 | Asystel             | 20-25, 16-25, 20-25               |
| 13ª giornata - 27 febbraio 2011 Sporting Palace, Novara     | Asystel           | 3 - 1 | Robur Tiboni Urbino | 23-25, 25-18, 25-20, 25-22        |
| 14ª giornata - 5 marzo 2011 Sporting Palace, Novara         | Asystel           | 3 - 1 | Pavia               | 23-25, 25-15, 25-13, 25-18        |
| 15ª giornata - 13 marzo 2011 PalaBorsani, Castellanza       | Villa Cortese     | 3 - 1 | Asystel             | 27-25, 25-19, 12-25, 27-25        |
| 16ª giornata - 20 marzo 2011 Sporting Palace, Novara        | Asystel           | 3 - 0 | Spes Conegliano     | 25-19, 25-19, 25-23               |
| 17ª giornata - 27 marzo 2011 PalaCampanara, Pesaro          | Robursport Pesaro | 3 - 0 | Asystel             | 29-27, 25-21, 25-23               |
| 18ª giornata - 31 marzo 2011 Sporting Palace, Novara        | Asystel           | 3 - 2 | Busto Arsizio       | 14-25, 25-21, 27-25, 17-25, 15-9  |
| 19ª giornata - 10 aprile 2011 PalaEvangelisti, Perugia      | Sirio Perugia     | 3 - 2 | Asystel             | 18-25, 29-27, 25-18, 23-25, 15-13 |
| 20ª giornata - 23 aprile 2011 Sporting Palace, Novara       | Asystel           | 1 - 3 | Bergamo             | 21-25, 11-25, 25-19, 19-25        |
| 21ª giornata - 27 aprile 2011 PalaGrotte, Castellana Grotte | Castellana Grotte | 2 - 3 | Asystel             | 21-25, 25-22, 28-26, 16-25, 7-15  |
| 22ª giornata - 30 aprile 2011 Sporting Palace, Novara       | Asystel           | 3 - 1 | Universal Modena    | 24-26, 25-21, 29-27, 25-20        |

#### Play-off scudetto
| Quarti di finale (gara 1) - 9 maggio 2011 PalaCampanara, Pesaro    | Robursport Pesaro | 1 - 3 | Asystel           | 20-25, 16-25, 25-22, 25-27       |
| Quarti di finale (gara 2) - 11 maggio 2011 Sporting Palace, Novara | Asystel           | 1 - 3 | Robursport Pesaro | 25-20, 21-25, 21-25, 16-25       |
| Quarti di finale (gara 3) - 13 maggio 2011 PalaCampanara, Pesaro   | Robursport Pesaro | 2 - 3 | Asystel           | 22-25, 25-16, 23-25, 25-22, 9-15 |
| Semifinali (gara 1) - 18 maggio 2011 PalaNorda, Bergamo            | Bergamo           | 3 - 0 | Asystel           | 25-22, 25-18, 25-21              |
| Semifinali (gara 2) - 20 maggio 2011 PalaNorda, Bergamo            | Bergamo           | 3 - 0 | Asystel           | 25-17, 29-27, 25-12              |
| Semifinali (gara 3) - 22 maggio 2011 Sporting Palace, Novara       | Asystel           | 3 - 1 | Bergamo           | 25-23, 16-25, 25-19, 25-22       |
| Semifinali (gara 4) - 24 maggio 2011 Sporting Palace, Novara       | Asystel           | 0 - 3 | Bergamo           | 20-25, 25-27, 20-25              |

### Coppa Italia

#### Fase a gironi
| Semifinale Torneo Città del Nobile - 23 ottobre 2010 Palazzetto dello Sport, Chianciano Terme | Robur Tiboni Urbino | 0 - 3 | Asystel             | 0-25, 0-25, 0-25           |
| Finale Torneo Città del Nobile - 24 ottobre 2010 Palazzetto dello Sport, Chianciano Terme     | Asystel             | 3 - 1 | Sirio Perugia       | 25-16, 24-26, 25-17, 25-15 |
| Semifinale Memorial Carneroli/Zattoni - 6 novembre 2010 PalaMondolce, Urbino                  | Sirio Perugia       | 0 - 3 | Asystel             | 17-25, 23-25, 16-25        |
| Finale Memorial Carneroli/Zattoni - 7 novembre 2010 PalaMondolce, Urbino                      | Asystel             | 3 - 1 | Robur Tiboni Urbino | 25-23, 18-25, 26-24, 25-23 |

#### Fase ad eliminazione diretta
| Quarti di finale (andata) - 9 marzo 2011 Sporting Palace, Novara | Asystel | 3 - 1 | Bergamo | 25-17, 16-25, 25-20, 25-23 |
| Quarti di finale (ritorno) - 23 marzo 2011 PalaNorda, Bergamo    | Bergamo | 3 - 0 | Asystel | 25-18, 25-23, 25-16        |

## Statistiche

### Statistiche di squadra
| Competizione | Punti | In casa | In casa | In casa | In trasferta | In trasferta | In trasferta | Totale | Totale | Totale |
| Competizione | Punti | G       | V       | P       | G            | V            | P            | G      | V      | P      |
| ------------ | ----- | ------- | ------- | ------- | ------------ | ------------ | ------------ | ------ | ------ | ------ |
| Serie A1     | 40    | 14      | 9       | 5       | 15           | 7            | 8            | 29     | 16     | 13     |
| Coppa Italia | -     | 1       | 1       | 0       | 1            | 0            | 1            | 2      | 1      | 1      |
| Totale       | -     | 15      | 10      | 5       | 16           | 7            | 9            | 31     | 17     | 14     |

G = partite giocate; V = partite vinte; P = partite perse

### Statistiche dei giocatori
| Giocatore     | Serie A1 | Serie A1 | Serie A1 | Serie A1 | Serie A1 | Coppa Italia | Coppa Italia | Coppa Italia | Coppa Italia | Coppa Italia | Totale | Totale | Totale | Totale | Totale |
| Giocatore     | P        | PT       | AV       | MV       | BV       | P            | PT           | AV           | MV           | BV           | P      | PT     | AV     | MV     | BV     |
| ------------- | -------- | -------- | -------- | -------- | -------- | ------------ | ------------ | ------------ | ------------ | ------------ | ------ | ------ | ------ | ------ | ------ |
| C. Barcellini | 29       | 374      | 337      | 33       | 4        | 2            | 24           | 23           | 0            | 1            | 31     | 398    | 360    | 33     | 5      |
| K. Barun      | 23       | 436      | 375      | 36       | 25       | 2            | 15           | 14           | 1            | 0            | 25     | 451    | 389    | 37     | 25     |
| M. Bechis     | 29       | 59       | 31       | 16       | 12       | 2            | 3            | 1            | 2            | 0            | 31     | 62     | 32     | 18     | 12     |
| L. Camera     | 22       | 4        | 3        | 0        | 1        | 2            | 0            | 0            | 0            | 0            | 24     | 4      | 3      | 0      | 1      |
| R. Folie      | 27       | 129      | 90       | 37       | 2        | 2            | 3            | 1            | 1            | 1            | 29     | 132    | 91     | 38     | 3      |
| D. Horváth    | 28       | 420      | 365      | 35       | 20       | 2            | 31           | 27           | 1            | 3            | 30     | 451    | 392    | 36     | 23     |
| G. Lombardo   | 27       | 65       | 61       | 4        | 0        | 1            | 0            | 0            | 0            | 0            | 28     | 65     | 61     | 4      | 0      |
| I. Nešović    | 22       | 26       | 20       | 3        | 3        | 2            | 12           | 8            | 0            | 4            | 24     | 38     | 28     | 3      | 7      |
| L. Paolini    | 28       | 162      | 107      | 42       | 13       | 2            | 8            | 4            | 3            | 1            | 30     | 170    | 111    | 45     | 14     |
| S. Sansonna   | 28       | -        | -        | -        | -        | 2            | -            | -            | -            | -            | 30     | -      | -      | -      | -      |
| S. Veljković  | 28       | 250      | 167      | 69       | 14       | 2            | 18           | 12           | 6            | 0            | 30     | 268    | 179    | 75     | 14     |
| C. Zardo      | 12       | 1        | 1        | -        | -        | 0            | -            | -            | -            | -            | 12     | 1      | 1      | -      | -      |

P = presenze; PT = punti totali; AV = attacchi vincenti; MV = muri vincenti; BV = battute vincenti